# Blank hedmyra
Blank hedmyra (Formica pressilabris) är en myrart som beskrevs av Nylander 1846. Blank hedmyra ingår i släktet Formica och familjen myror. Arten är reproducerande i Sverige. Inga underarter finns listade.

## Bildgalleri

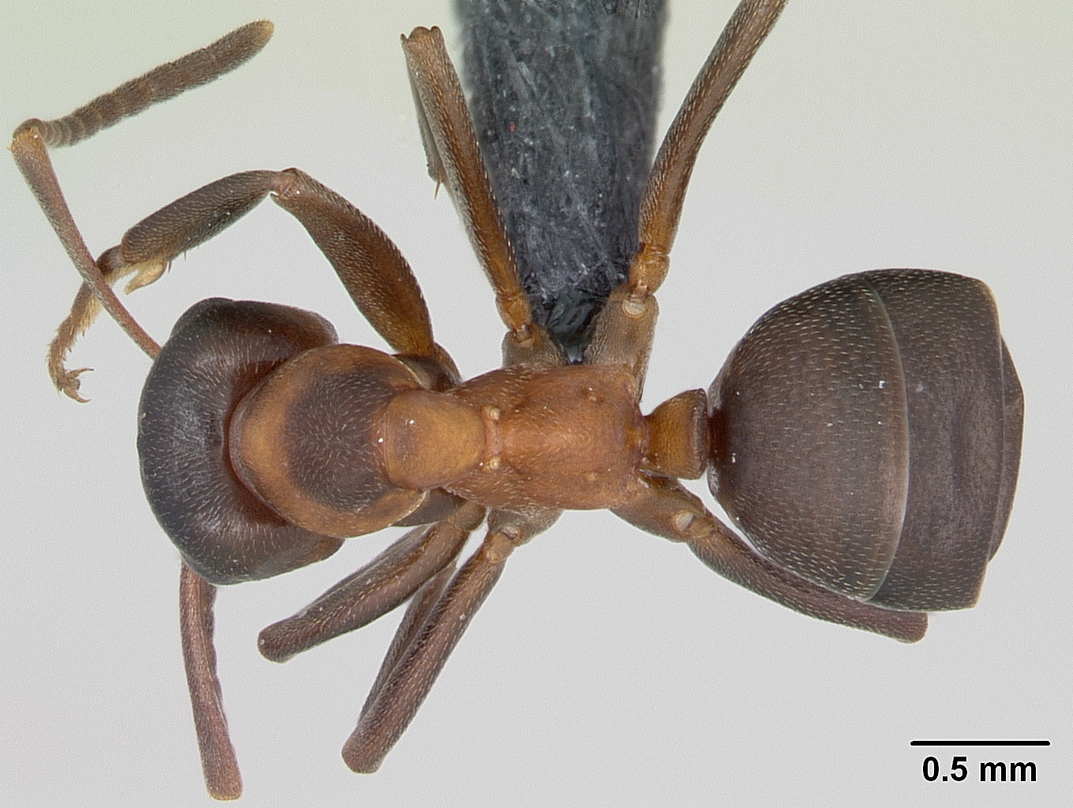
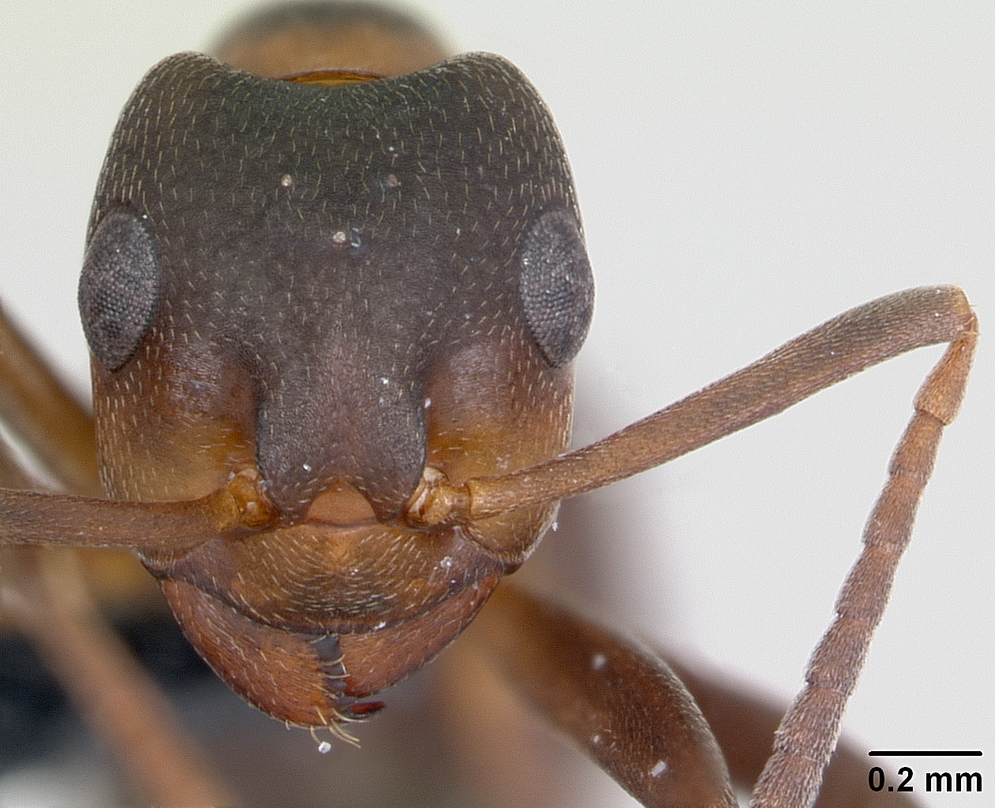
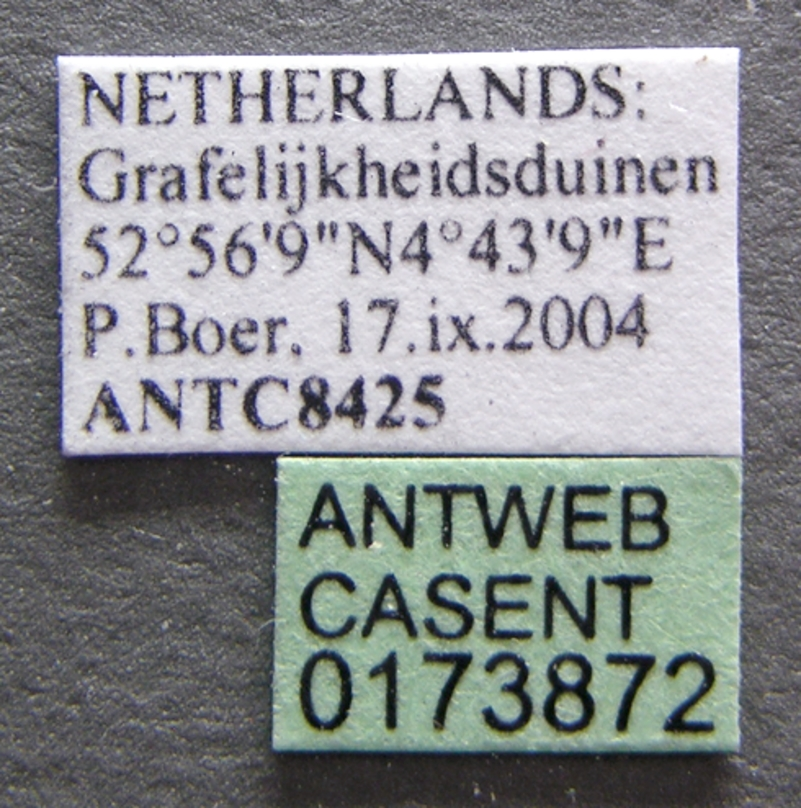
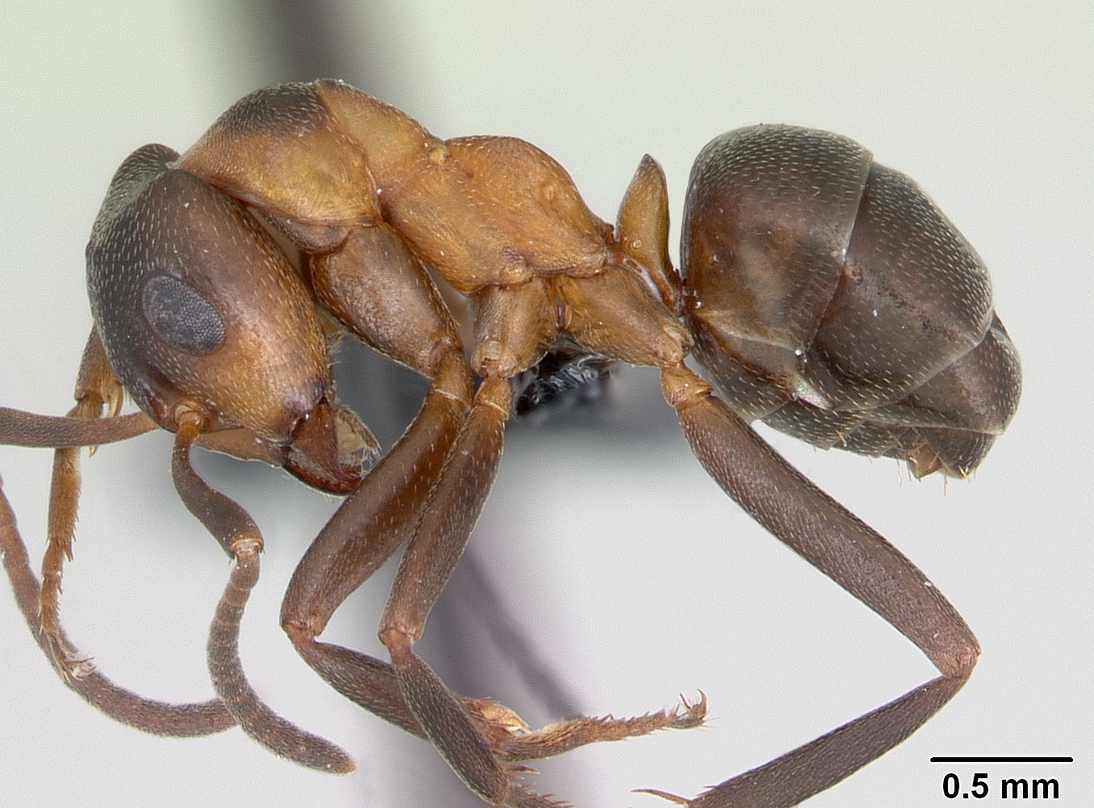